# Olav Kooij
Olav Kooij (* 17. října 2001) je nizozemský profesionální silniční cyklista jezdící za UCI WorldTeam Visma–Lease a Bike.

## Kariéra
Kooij ve svých juniorských letech závodil za týmy Forte U19 Cycling Team a Willebrord Wil Vooruit a před sezónou 2020 se přesunul do týmu Jumbo–Visma Development Team. Ve svém prvním závodu s týmem, Ster van Zwolle, se umístil druhý za týmovým kolegou Davidem Dekkerem. Následně získal tři po sobě jdoucí vítězství před a po pauze kvůli pandemii covidu-19, a to na závodech Trofej Umag, Poreč Trophy a GP Kranj. V srpnu 2020 se spolu s týmovými kolegy Larsem Bovenem, Owenem Geleijnem a Michelem Hessmannem zúčastnil Czech Cycling Tour za profesionální Team Jumbo–Visma.
V srpnu 2020 bylo oznámeno, že Kooij se v polovině sezóny 2021 stane členem UCI WorldTeamu Team Jumbo–Visma poté, co první část sezóny stráví v kontinentálním týmu. S tímto týmem podepsal smlouvu až do roku 2023. Následující měsíc získal své první profesionální vítězství na italském závodu Settimana Internazionale di Coppi e Bartali, když v první etapě přesprintoval Ethana Haytera a Phila Bauhause.
V únoru 2021 Team Jumbo–Visma oznámil, že se Kooij s okamžitou platností stává členem UCI WorldTeamu, čímž se stal prvním teenagerem s celoročním kontraktem v historii týmu.

## Hlavní výsledky
2018
La Coupe du Président de la Ville de Grudziądz
 celkový vítěz
 vítěz bodovací soutěže
 vítěz soutěže mladých jezdců
vítěz etap 1b a 4
2019
SPIE Internationale Juniorendriedaagse
vítěz 3. etapy
Tour de DMZ
vítěz etap 1, 3 a 5
Národní šampionát
4. místo silniční závod juniorů
4. místo Johan Museeuw Classic
5. místo La Route des Géants Saint-Omer–Ypres
6. místo Omloop der Vlaamse Gewesten
Mistrovství Evropy
7. místo silniční závod juniorů
8. místo EPZ Omloop van Borsele
2020
Orlen Nations Grand Prix
 celkový vítěz
vítěz etap 1 (TTT) a 2
vítěz Trofej Umag
vítěz Poreč Trophy
vítěz GP Kranj
Settimana Internazionale di Coppi e Bartali
vítěz etapy 1a
2. místo Ster van Zwolle
Mistrovství Evropy
5. místo silniční závod do 23 let
2021
CRO Race
 vítěz bodovací soutěže
vítěz etap 2 a 4
Mistrovství světa
 3. místo silniční závod do 23 let
3. místo Gran Piemonte
2022
ZLM Tour
 celkový vítěz
 vítěz bodovací soutěže
 vítěz soutěže mladých jezdců
vítěz etap 1, 2 a 5
Circuit de la Sarthe
 celkový vítěz
 vítěz soutěže mladých jezdců
vítěz etap 2 a 4
vítěz Münsterland Giro
Danmark Rundt
vítěz etap 1 a 3
Tour de Pologne
vítěz 1. etapy
Tour de Hongrie
vítěz 1. etapy
Mistrovství světa
5. místo silniční závod do 23 let
5. místo Classic Brugge–De Panne
2023
ZLM Tour
 celkový vítěz
 vítěz bodovací soutěže
 vítěz soutěže mladých jezdců
vítěz 4. etapy
vítěz Heistse Pijl
Tour of Britain
 vítěz bodovací soutěže
vítěz etap 1, 2, 3 a 4
Tour of Guangxi
vítěz etap 3 a 6
Paříž–Nice
vítěz etap 3 (TTT) a 5
Tour de Pologne
vítěz 4. etapy
Národní šampionát
2. místo silniční závod
2. místo Classic Brugge–De Panne
2. místo Gooikse Pijl
2. místo Visit Friesland Elfsteden Race
Mistrovství Evropy
 3. místo silniční závod
Čtyři dny v Dunkerku
4. místo celkově
 vítěz bodovací soutěže
vítěz etap 1 a 4
8. místo Gent–Wevelgem
2024
vítěz Clásica de Almería
Giro d'Italia
vítěz 9. etapy

### Výsledky na Grand Tours
| Grand Tour      | 2024 |
| --------------- | ---- |
| Giro d'Italia   | DNF  |
| Tour de France  | —    |
| Vuelta a España | —    |

| —   | Nezúčastnil se |
| DNF | Nedokončil     |